# Ultimate Marvel vs. Capcom 3

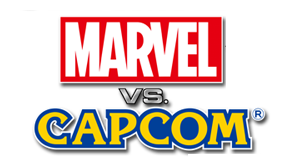
Imagem ilustrativa

Ultimate Marvel Vs. Capcom 3 é um jogo eletrônico crossover de luta desenvolvido pela Capcom. É uma versão atualizada de Marvel vs. Capcom 3: Fate of Two Worlds. Após os eventos do sismo e do tsunami de Tohoku em 2011, terem interrompido o desenvolvimento e o lançamento agendado da DLC para o jogo original, o conteúdo adicional foi lançado como um título próprio com um preço menor. Ultimate Marvel Vs. Capcom 3 foi lançado em novembro de 2011 para PlayStation 3 e Xbox 360, e foi destacado como um título de lançamento para o PlayStation Vita em 2012. O jogo chegou a vender mais de 600.000 cópias mundialmente, nas versões para PlayStation 3 e Xbox 360, em fevereiro de 2012.

## Personagens
Ultimate Marvel vs. Capcom 3 possui os 36 personagens originais de Marvel Vs. Capcom 3, e introduz 12 novos personagens selecionáveis. Jill Valentine e Shuma-Gorath, os dois personagens lançados como DLC para o jogo anterior, permaneceram disponíveis para download. Um novo modo offline do jogo permite que jogadores utilizem o vilão Galactus, que foi somente um personagem-chefe não selecionável no primeiro título. Os seguintes personagens são exclusivos da versão Ultimate:
| Personagens da Capcom | Personagens da Marvel |
| Firebrand             | Doutor Estranho       |
| Frank West            | Motoqueiro Fantasma   |
| Nemesis               | Gavião Arqueiro       |
| Phoenix Wright        | Punho de Ferro        |
| Strider Hiryu         | Nova                  |
| Vergil                | Rocket Raccoon        |